# ピッツバーグ・ダウンタウン

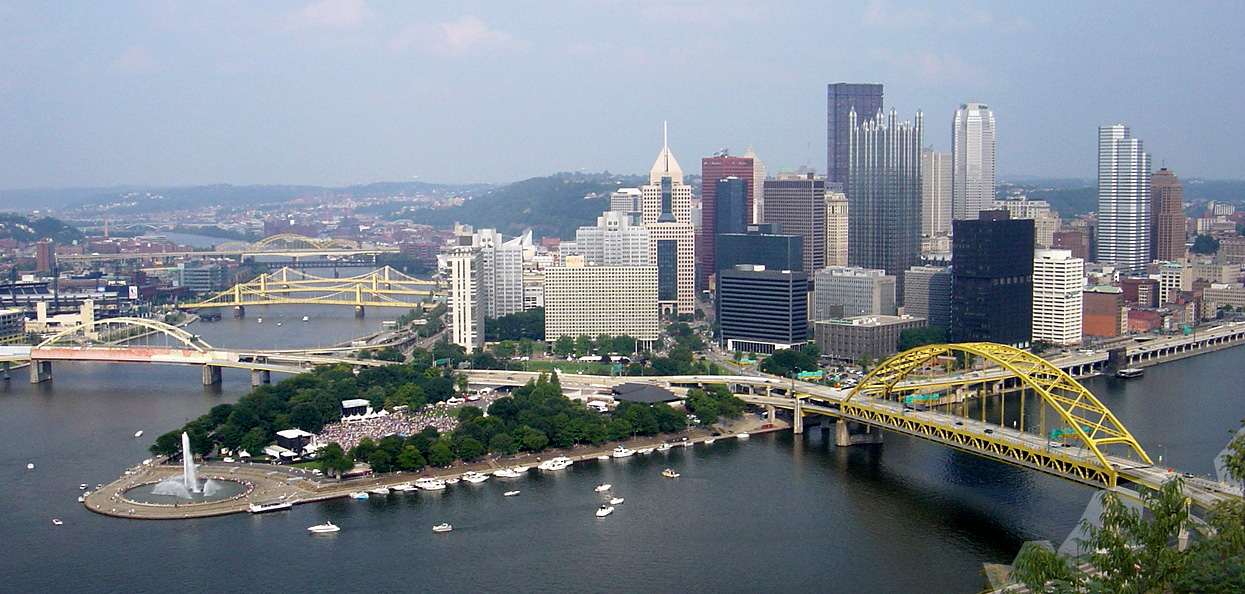
アレゲニー川（左）とモノンガヒラ川（右）に挟まれた場所に超高層建築物が林立するピッツバーグ・ダウンタウン

ピッツバーグ・ダウンタウンの地理は、右（東）からの2つの川が合流して左（西）に流れてオハイオ川になる場所にある

ピッツバーグ・ダウンタウン（英語: Downtown Pittsburgh）またはダウンタウン・ピッツバーグは米国ペンシルベニア州西部の主要都市・ピッツバーグの中心業務地区（CBD）である。アレゲニー川とモノンガヒラ川が合流してオハイオ川となるなどの交通至便な場所から出発して発達した町で、いま超高層建築物が林立し、世界的にも有名な企業や団体の本部がある地区であり、しばしば「ゴールデン・トライアングル」（Golden Triangle）とも呼ばれている。アレゲニー郡と近隣の6つの郡を含むピッツバーグ・メトロポリタン・エリアの中心部分になる。有名大学のあるオークランド文教地区にも比較的近い。

## おもな団体・施設など
- PNCファイナンシャルサービシズ (en:PNC Financial Services)
- バンク・オブ・ニューヨーク・メロン
- フェデレイテッド・インベスターズ（en:Federated Investors）
- USスチール
- アルコア
- PPGインダストリーズ
- ハインツ
- ピッツバーグ交響楽団
- ポイント州立公園
- ユニオン駅 (ピッツバーグ)
- アレゲニー郡港湾局 (en:Port Authority of Allegheny County)
- WESCO International

## 参照項目
- 郊外
  - オークランド文教地区
  - スクイレルヒル - 東郊外
  - サウスヒルズ - 南郊外
- ピッツバーグ・メトロポリタン・エリア（en:Pittsburgh metropolitan area）
- アレゲニー郡 (ペンシルベニア州) （en:Allegheny County, Pennsylvania）
- オハイオ川